# Miriam Matthews
Miriam Matthews (6 de agosto de 1905 - 23 de junho de 2003) foi uma bibliotecária americana, defensora da liberdade intelectual, historiadora e colecionadora de arte. Em 1927, Matthews se tornou o primeiro bibliotecário afro-americano credenciado a ser contratado pela Biblioteca Pública de Los Angeles (LAPL).

## Biografia
Matthews nasceu em Pensacola, Flórida, em 1905, a segunda de três filhos de Fannie Elijah e Reuben Hearde Matthews. Sua família se mudou para Los Angeles quando ela tinha dois anos. Seu pai, que foi educado na Universidade Tuskegee, estabeleceu um negócio de pintura com sua esposa como parceira. Matthews se formou no ensino médio em 1922 e passou dois anos na Universidade da Califórnia, Southern Branch (Los Angeles). Posteriormente, ela se transferiu para Berkeley, onde obteve seu diploma de bacharel em 1926 e um certificado em biblioteconomia em 1927.

## Carreira como bibliotecária
Depois de retornar a Los Angeles, Matthews procurou emprego como bibliotecário na Biblioteca Pública de Los Angeles. Apesar de ter sido mal informada sobre a data do exame obrigatório para o Serviço Civil, ela soube a data correta e passou no teste. Posteriormente, ela foi contratada, primeiro como bibliotecária substituta e três meses depois como bibliotecária em tempo integral na Robert Louis Stevenson Branch Library da LAPL. Mais tarde, enquanto trabalhava na filial de Helen Hunt Jackson, Matthews descobriu "uma pequena coleção de livros sobre o negro" e começou a construir uma coleção de pesquisa substancial documentando as contribuições feitas pelos afro-americanos para a história e a cultura da Califórnia. Matthews chegou ao cargo de bibliotecária da filial em 10 anos, mas sentiu que sua carreira estava estagnada. Ela tirou uma licença para obter um mestrado em biblioteconomia pela University of Chicago Graduate Library School em 1945. Depois que ela voltou para Los Angeles, ela foi promovida a bibliotecária regional, supervisionando uma dúzia de bibliotecas filiais. Depois de mais de três décadas de emprego, ela se aposentou da LAPL em 1960.

## Produção em liberdade intelectual
Em 1941, John D. Henderson, presidente da California Library Association (CLA), previu que na década de 1940 os bibliotecários passariam por uma "guerra contra livros e idéias". Em resposta a esse clima, o CLA formou um "Comitê de Liberdade Intelectual para Salvaguardar os Direitos dos Usuários de Bibliotecas à Liberdade de Investigação". Ao mesmo tempo, o senador estadual Jack Tenney foi nomeado presidente de um comitê legislativo de apuração de fatos sobre atividades antiamericanas na Califórnia, encarregado de investigar "todos os fatos ..., mentalmente, moralmente, economicamente ou socialmente." O Comitê Tenney começou a investigar quaisquer livros didáticos associados a subversivos suspeitos, como Carey McWilliams ou Langston Hughes. Uma série de livros didáticos em vários volumes chamada Building America Series, que tinha sido usada em salas de aula por mais de uma década, ficou sob o escrutínio do Comitê de Tenney. O membro do comitê Richard E. Combs argumentou que a série coloca "ênfase indevida em favelas, discriminação, práticas trabalhistas injustas, ... e muitos outros elementos que compõem o lado decadente da vida". Matthews escreveu um artigo detalhando o trabalho do CLA no combate à censura para o Library Journal da American Library Association, no qual argumentava que, se bem-sucedidos, os esforços legislativos do Comitê Tenney "proibiriam a instrução em assuntos controversos".
Na década de 1940, Matthews (primeiro como membra e depois como presidente do Comitê de Liberdade Intelectual), participou de um esforço bem-sucedido para impedir o estabelecimento de um conselho de censores na Biblioteca Pública do Condado de Los Angeles. A pressão do Comitê e de outros grupos de bibliotecas, bem como uma Lei de Bibliotecas Gratuitas do Condado, atribuindo a responsabilidade pela seleção de livros e gerenciamento da biblioteca ao bibliotecário do condado, forçou o Conselho de Supervisores do Condado de Los Angeles a abandonar este projeto.

## Historiador e preservacionista
Como parte de seu compromisso de honrar as contribuições afro-americanas, Matthews foi pioneira nos esforços para estabelecer uma "Semana da História Negra" (agora Mês da História Negra ) em Los Angeles em 1929; ela permaneceu envolvida na celebração anual depois disso. Seu ensaio para o Museu Afro-Americano da Califórnia foi usado em apoio aos esforços para renomear um bairro de Manhattan Beach para Bruce's Beach, em homenagem à família afro-americana que estabeleceu um resort chamado Bruce's Lodge naquele local em 1912. Na década de 1920, as autoridades da cidade começaram os esforços de condenação e os edifícios foram demolidos em 1927. Ela também publicou um artigo de 1944 sobre " The Negro in California: An Annotated Bibliography ". Quando Los Angeles comemorou seu centenário em 1981, ela foi nomeada para a Equipe de História do Comitê do Bicentenário de Los Angeles. Ela ajudou a documentar as origens multirraciais da cidade, o que resultou em um monumento no Parque Histórico Estadual El Pueblo de Los Angeles listando todos os fundadores da cidade ( los pobladores ) por nome, raça, sexo e idade (26 negros, 16 índios e dois brancos).
Matthews também acumulou uma coleção de aproximadamente 4.600 fotografias em preto e branco documentando a experiência afro-americana em Los Angeles e Califórnia, incluindo cenas que retratam a fundação da cidade, motoristas de diligências afro-americanas e guias terrestres para a Califórnia, e a família multirracial california de Pio Pico . A coleção também inclui fotografias que documentam a chegada de afro-americanos de classe média em Los Angeles entre 1890 e 1915, bem como as igrejas e outras organizações que eles formaram durante esse período e durante a década de 1980. A coleção também inclui muitas fotografias tiradas pelo fotógrafo negro Harry H. Adams, que narrou a vida, a política, o serviço comunitário e o movimento pelos direitos civis em Los Angeles na década de 1960 para a imprensa negra da cidade.

## Coleção de arte
Depois que ela se aposentou da LAPL, Matthews também se tornou conhecida por sua coleção de obras de artistas negros, incluindo I've Known Rivers, de Charles White, e a escultura de bronze de Elizabeth Catlett, Glory . Ela emprestou arte de suas coleções para instituições como o Museu de História Natural do Condado de Los Angeles e o Museu de Arte de Long Beach. Ela era um membro ativo da Los Angeles Negro Art Association.

## Últimos anos
Matthews era ativa em vários grupos que promoviam bibliotecas e história negra, além de outras questões. Ela foi nomeada para a Comissão de Preservação do Patrimônio da Califórnia e, em 1979, desempenhou um papel fundamental no estabelecimento de um programa de arquivo para a cidade de Los Angeles. Em 1996, Matthews mudou-se para Mercer Island, Washington, para ficar perto de seu sobrinho. Ela morreu em 2003.

## Honrarias
Em 1982, Matthews recebeu o primeiro prêmio anual Titus Alexander em reconhecimento ao seu trabalho documentando a história e as conquistas dos afro-americanos na Califórnia. Mais tarde naquele mesmo ano, Matthews foi o único californiano do sul a receber um dos nove Prêmios de Mérito da Sociedade Histórica da Califórnia. O prêmio reconheceu sua distinta carreira na Biblioteca Pública de Los Angeles; seu papel no estabelecimento de um arquivo permanente para a cidade de Los Angeles; suas contribuições para a celebração do Bicentenário da cidade; e seu longo histórico de serviço em muitas organizações, como a Comissão de Preservação do Patrimônio da Califórnia e o Conselho Consultivo de Registros Históricos do Estado da Califórnia. Em 2004, como parte do plano de melhoria de US$ 278 milhões da cidade, a Biblioteca da Filial de Hyde Park da LAPL foi reconstruída e renomeada em homenagem a Matthews. Em 2012, ela foi uma das dez homenageadas inaugurais do Hall da Fama da Biblioteca da Califórnia.